# Piotr Renkiel
Piotr Renkiel (ur. 16 października 1987 w Gdańsku) – trener koszykówki specjalizujący się w konkurencji 3x3 oraz przygotowania motorycznego, były koszykarz grający na wszystkich poziomach rozgrywkowych w Polsce. Założyciel Akademii Koszykówki 3x3 w Gdańsku. Absolwent kierunku Inżynieria drogowa na Wydziale Inżynierii Lądowej i Środowiska Politechniki Gdańskiej. Obecnie trener główny reprezentacji Polski 3x3 seniorów.

## Kariera
Piotr Renkiel w trakcie kariery sportowej reprezentował barwy klubów: ZTS-u Nowy Dwór Gdański (2008–2010), Korsarza Gdańsk (2010–2012), KS-u Sierakowice (2012–2013), dwukrotnie AZS-u Politechniki Gdańskiej (2013–2015, 2018–2019), Polpharmy Starogard Gdański (2015–2016) oraz AZS-u Politechniki Krakowskiej (2016–2018). Od 2015 do 2018 czynnie uczestniczył w rozgrywkach FIBA 3x3 World Tour Masters trzykrotnie awansując do finału cyklu: Abu Dhabi 2015 (Cieniasy 3x3 Kołobrzeg), Abu Dhabi 2016 (Energa 3x3 Gdańsk), Pekin 2017 (Energa 3x3 Gdańsk). Największe sukcesy odnosił reprezentując barwy Energa 3x3 Gdańsk. W 2015 roku wygrał The Game 3x3 Copenhagen Challenger oraz zajął 2. miejsce podczas FIBA 3x3 World Tour Prague Masters reprezentując barwy Team Kołobrzeg. W 2016 jako Team Gdańsk wygrał Chengdu 3x3 Challenger 2016 oraz zajął 2. miejsce w FIBA 3x3 World Tour Beijing Masters. W 2018 roku reprezentował Polskę na Mistrzostwach Świata 3x3 w Manilii w konkursie wsadów. W 2020 roku zdobył pierwsze historyczne Akademickie Mistrzostwo Polski 3x3 reprezentując Politechnikę Gdańską (nagroda MVP).

## Kariera trenerska
Piotr Renkiel po zakończeniu kariery sportowej rozpoczął karierę trenerską. Od 2013 roku trenował drużynę Energa 3x3 Gdańsk, z którą trzykrotnie zdobył mistrzostwo Polski 3x3 (2016, 2017, 2018), dwukrotnie brązowy medal Mistrzostw Polski 3x3 (2013, 2014) jako zawodnik oraz mistrzostwo Polski 3x3 już jako trener z Lotto 3x3 Warszawa (2021). W 2019 roku jako trener zdobył wicemistrzostwo Polski 3x3 z Energą 3x3 Gdańsk. W latach 2021 oraz 2023 zdobył brązowy medal Mistrzostw Polski 3x3. Od 2019 roku jako trener Akademii Koszykówki 3x3 zdobył Młodzieżowe Mistrzostwo Polski 3x3 w kategorii U23 mężczyzn (2023), trzykrotnie Młodzieżowe wicemistrzostwo Polski 3x3 U23 mężczyzn (2020, 2021, 2022). Do młodzieżowych sukcesów należy zaliczyć brązowe medale Młodzieżowych Mistrzostw Polski w kategorii U23 mężczyzn w 2023 roku oraz w kategorii U17 mężczyzn w 2021 roku. Przez dwa sezony był asystentem trenera i trenerem przygotowania motorycznego w klubie AZS DGT Politechnika Gdańska (2019-2021) w Energa Basket Lidze Kobiet.
Trenował jedną z drużyn w rozegranym 28 września 2024 charytatywnym meczu koszykarskim „Olimpijczycy i Paraolimpijczycy dla Powodzian”, z którego dochód został przeznaczony na remont zniszczonej przez powódź hali „Obuwnik” w Prudniku (hala Pogoni Prudnik i Zarzewia Prudnik).

### Reprezentacja Polski 3x3
Renkiel w 2019 roku został selekcjonerem reprezentacji Polski 3x3, która pod jego wodzą odniosła największe sukcesy na arenie międzynarodowej: 3. miejsce na mistrzostwach świata 2019 w Amsterdamie, po wygranej 18:15 w meczu o 3. miejsce z reprezentacją Serbii oraz 3. miejsce na mistrzostwach Europy 2021 w Paryżu, po wygranej 19:18 w meczu o 3. miejsce z reprezentacją Rosji.
Reprezentacja Polski 3x3 pod wodzą Renkiela wygrała turniej kwalifikacyjny do Igrzysk Olimpijskich w Tokio, który odbył się w Graz. W meczu o awans na igrzyska jego drużyna pokonała późniejszych mistrzów olimpijskich Łotyszy 20:18. Reprezentacja Polski 3x3 Seniorów zadebiutowała na pierwszym w historii turnieju olimpijskim w koszykówce 3x3. Na turnieju olimpijskim 2020 w Tokio, Biało-Czerwoni jako jedni z faworytów turnieju, zajęli przedostatnie, 7. miejsce w Grupie A (2 zwycięstwa, 5 porażek), kończąc tym samym swój udział w turnieju.
Od 2019 jest również asystentem trenera w reprezentacji Polski 3x3 U23 mężczyzn, z którą w 2022 roku zdobył Mistrzostwo Świata 3x3 w Bukareszcie. W tym samym mieście Kadra 3x3 U23 zwyciężyła Nations League 3x3 U23 w 2021 roku. Kadra 3x3 U21 występując w finale Nations League 3x3 U23 w Ułan Bator w 2023 roku zajęła 4. miejsce.
W 2024 roku reprezentacja Polski 3x3 seniorów uzyskała awans do turnieju kwalifikacyjnego do Igrzysk Olimpijskich Paryź 2024, który odbędzie się w Debreczynie.

## Sukcesy
Team 3x3 Kołobrzeg
- 1. miejsce The Game Copenhagen 3x3 Challenger 2015
- 2. miejsce FIBA 3x3 World Tour Prague Masters 2015
- 3. miejsce w konkursie wsadów FIBA 3x3 World Tour Abu Dhabi Final 2015

Energa 3x3 Gdańsk
- mistrzostwo Polski 3x3: 2016, 2017, 2018 (jako zawodnik)
- halowe mistrzostwo Polski 3x3: 2018 (jako zawodnik)
- wicemistrzostwo Polski 3x3 2019 (jako trener)
- wicemistrzostwo Estonii 3x3 2019 (jako trener)
- 3. miejsce Mistrzostwa Polski 3x3 2013, 2014 (jako zawodnik)
- 1. miejsce Chengdu 3x3 Challenger 2016
- 2. miejsce Penang World Hoops 3x3 Challenger 2018
- 3. miejsce Shenzhen 3x3 Challenger 2016
- 3 miejsce Penang World Hoops 3x3 Challenger 2017
- 4. miejsce FIBA 3x3 World Tour Lausanne Masters 2017
- 4. miejsce FIBA 3x3 World Tour Prague Masters 2018

Lotto 3x3 Warszawa
- wicemistrzostwo Polski 3x3 2019
- brązowy medal Mistrzostw Polski 3x3 2021
- Mistrzostwo Czech 3x3 2022

Reprezentacja Polski 3x3
- 3. miejsce na mistrzostwach świata 3x3: 2019
- 3. miejsce na mistrzostwach Europy 3x3: 2021
- 3 miejsce na Igrzyskach Europejskich w Krakowie 2023
- 5. miejsce na mistrzostwach Europy 3x3: 2019, 2022
- 7. miejsce na mistrzostwach świata 3x3: 2023
- 8. miejsce na mistrzostwach świata 3x3: 2022

Reprezentacja Polski 3x3 U23
- Mistrzostwo Świata 3x3 U23 w 2022
- zwycięstwo w finale Nations League 3x3 U23 2021
- 4. miejsce w finale Nations League 3x3 U23 2023

Akademia Koszykówki 3x3 Gdańsk
Kategoria U23 mężczyzn
- młodzieżowe mistrzostwo Polski 3x3 2023
- młodzieżowe wicemistrzostwo Polski 3x3 2020, 2021, 2022
- 3. miejsce młodzieżowe mistrzostwa Polski 3x3: 2023

Kategoria U17 mężczyzn
- 3. miejsce młodzieżowe mistrzostwa Polski 3x3: 2021